# الأحد الأسود (فلم)
فيلم الأحد الأسود (بالإنجليزية: Black Sunday)، فيلم أمريكي أنتجت سنة 1977م، وهي من نوع الإثارة وهي مقتبسة من كتاب الأحد الأسود، من بطولة روبرت شاو، وتتحدث عن مؤامرة من قبل مجموعة مسلحة يركبون الطائرة النفاثة لتدمير ملعب كرة القدم الأمريكية.

## وصلات خارجية
- مقالات تستعمل روابط فنية بلا صلة مع ويكي بيانات
- Home Movies of Orange Bowl Scene على يوتيوب